# Abir Al-Sahlani
Abir Al-Sahlani (en àrab: عبير السهلاني; Bàssora, Iraq, 18 de maig de 1976) és una política sueca. Membre del Partit del Centre, va seure al Riksdag, el Parlament suec, del 2010 al 2011, de nou del 2011 al 2014 i més recentment el 2019. També és diputada al Parlament Europeu d'ençà del 2019.
El 5 d'octubre del 2022, la diputada d'origen iraquià es va tallar els cabells durant el seu discurs a Estrasburg al Parlament Europeu, per mor de manifestar el seu suport a les dones iranianes, i alhora als manifestants, arran de la mort de Mahsa Amini tot demanant a Europa que actués.